# Eisenbahnpanzerzug von Zülow
Der Eisenbahnpanzerzug von Zülow war der erste Panzerzug der deutschen Militärgeschichte. Er wurde 1904 bei dem Herero-Aufstand in Deutsch-Südwestafrika eingesetzt.

## Geschichte
Bei den Herero-Aufständen am 12. Januar 1904 wurden Okahandja und die dortige Eisenbahnstrecke zu Konfliktgebieten. Im 300 km entfernten Ort Swakopmund wurde, nachdem diese Nachricht dort ankam, umgehend eine Einsatzgruppe aus 60 Mann aufgestellt. Diese stand unter dem Kommando des Oberleutnant Theodor Kurt Hartwig von Zülow. Um den Bereitstellungsraum so schnell wie möglich erreichen zu können, wurde die Einsatzgruppe auf der Bahnstrecke Swakopmund–Windhoek in Marsch gesetzt. Auf dem Weg wuchs die Besatzung des Zuges auf über 100 Mann an, wobei allerdings immer wieder einige Kräfte zur Sicherung von Bahnhöfen an der Strecke zurückgelassen wurden. Einen Tag später, am Abend des 13. Januar 1904, erreichte der Zug die letzte Station vor Okahandja, den Bahnhof von Waldau. Nach Aufklärungsinformationen war die restliche Strecke von 20 km erheblich zerstört, und auf den beidseitigen Höhen hielten sich Kämpfer der Hereros in größerer Zahl versteckt. Aus diesem Grund ließ Oberleutnant von Zülow den Zug mit Wellblechplatten, Sand- und Reissäcken behelfsmäßig panzern. Am 15. Januar um 5:30 Uhr brach die Besatzung mit ihrem nun provisorisch gepanzerten Zug auf. Nachfolgend konnten Streckenstörungen trotz teilweise heftigen Angriffen auf den Zug und die Einsatzkräfte beseitigt werden. Gegen 11:30 Uhr erreichte der Zug Okahandja. Ein Teil der Truppe wurde zur Verstärkung der Befestigungen eingesetzt, der andere Teil richtete am Bahnhof mit dem Zug einen zweiten Stützpunkt ein.

Historischer Schienenverkehr in Namibia
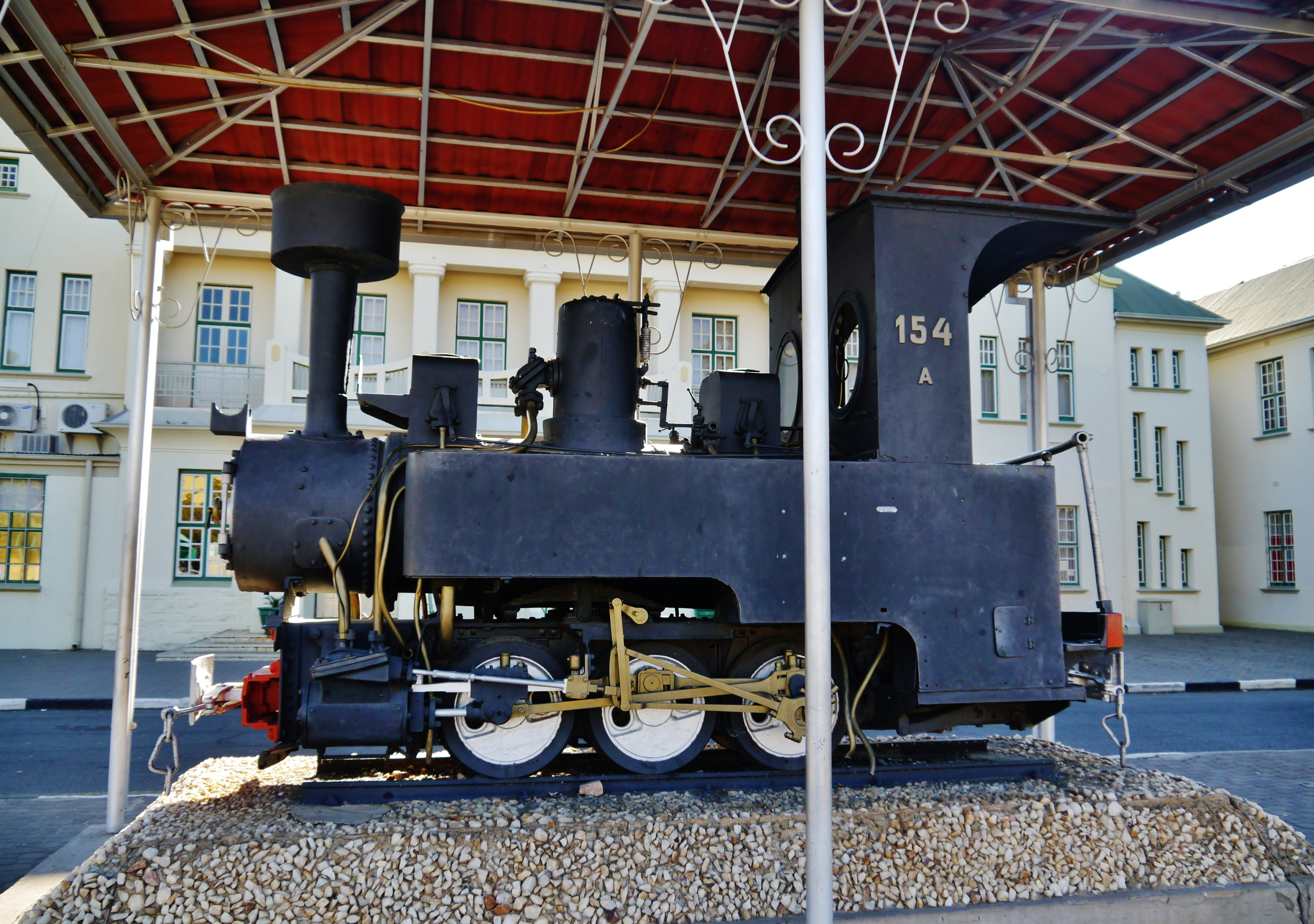
Einzelne erhaltene Lokomotive im Museum des Bahnhof Windhoek
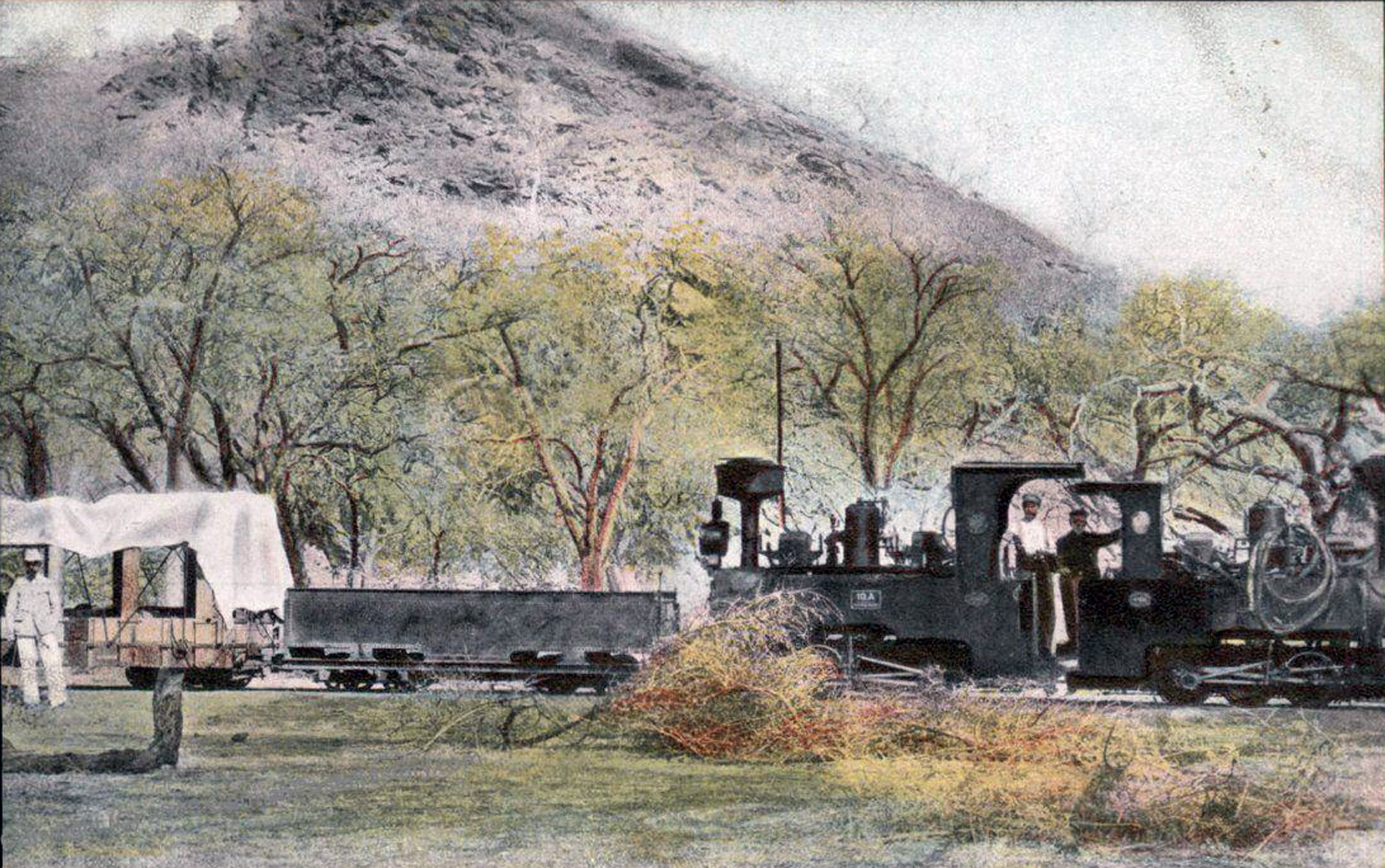
Mit Zwillingslokomotive bespannter Zug bei Windhoek
Eisenbahnbrücke über den Swakop bei Okahandja, um 1910
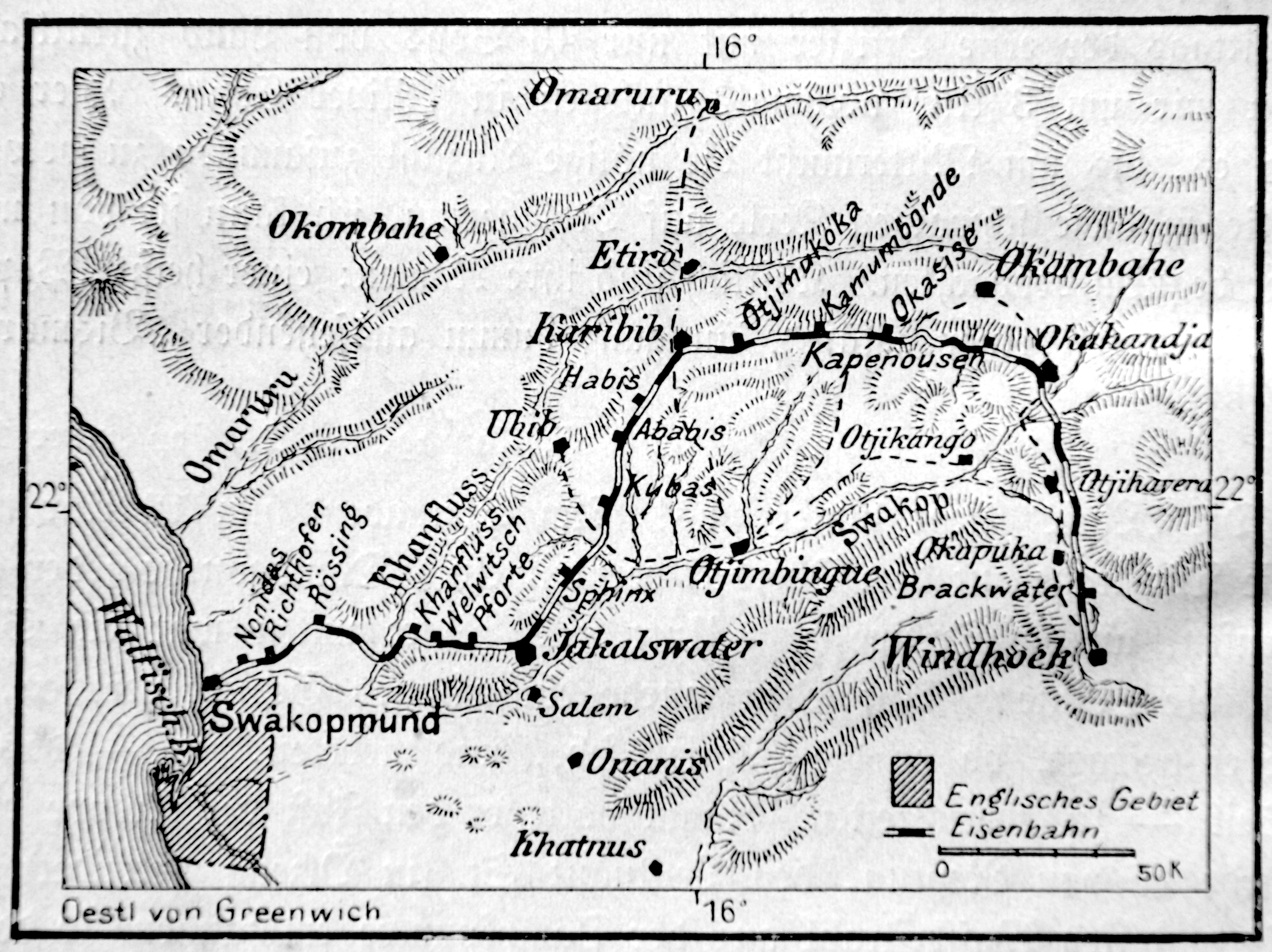
Historische Trassenführung der Bahnstrecke Swakopmund–Windhoek

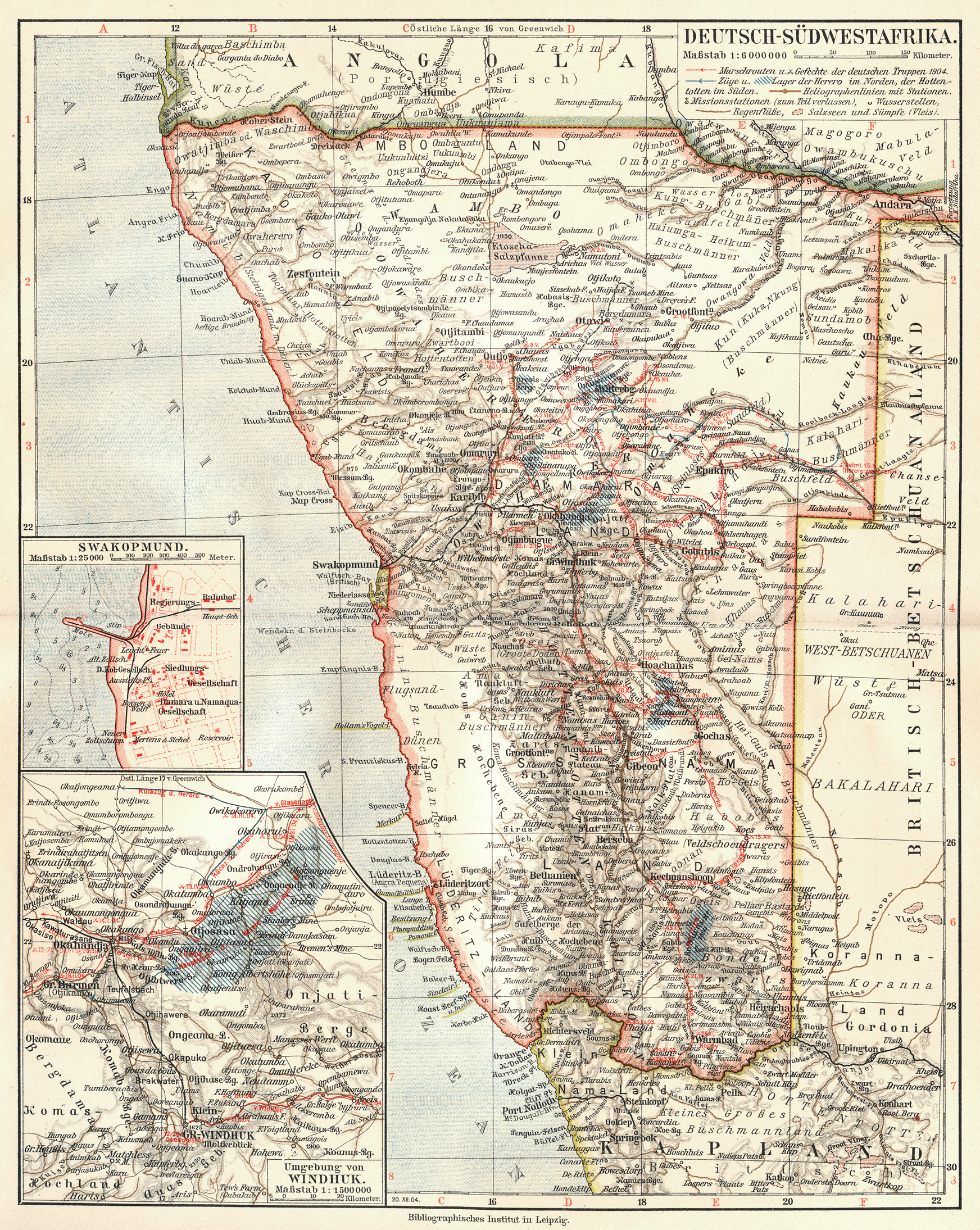
Militärkarte von Deutsch-Südwestafrika (1905)

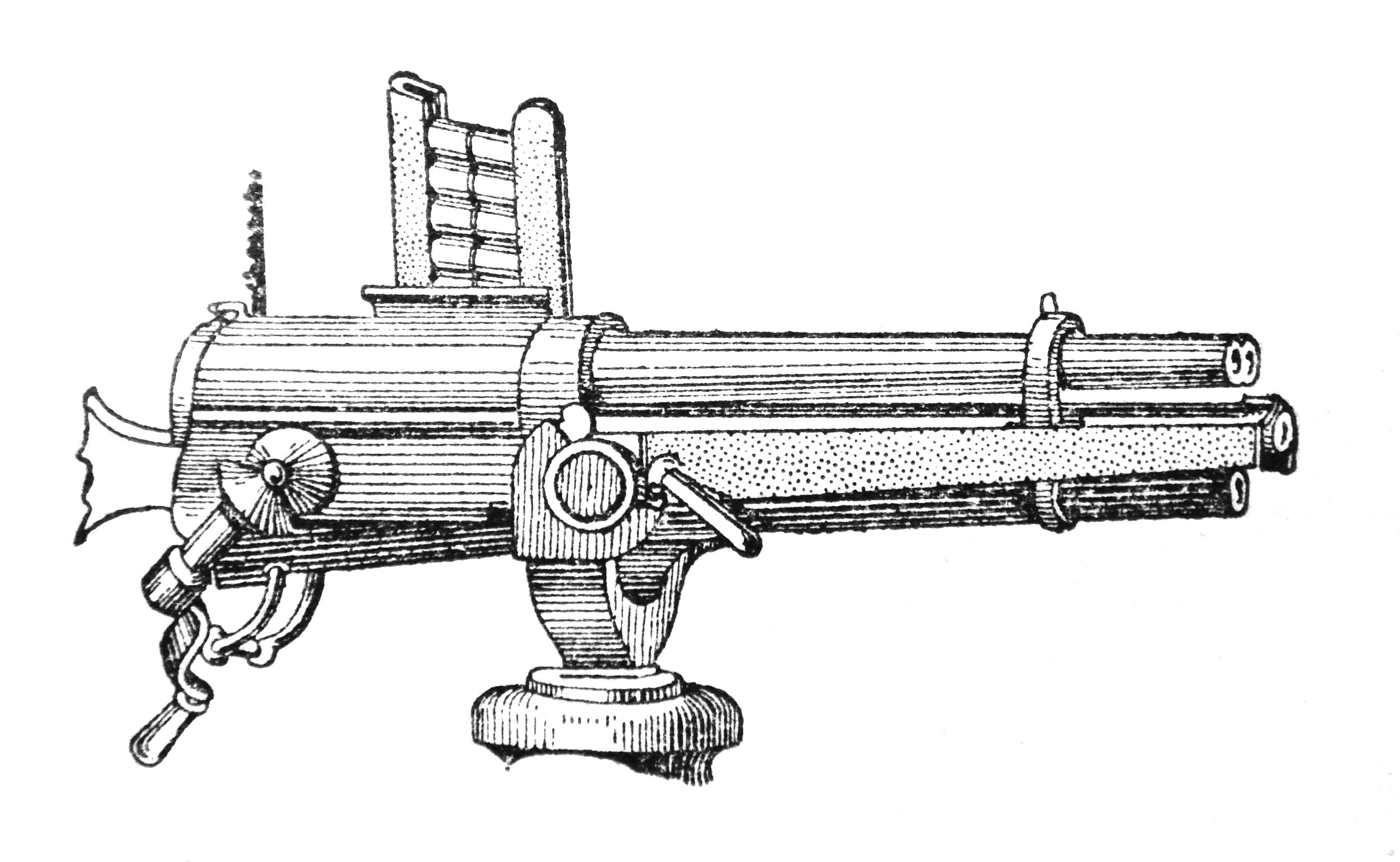
37-mm-Hotchkiss-Kanone

Die Hereros hatten die Brücken über den Fluss Swakop und westlich von Okahandja eine Eisenbahnbrücke zerstört, was zu einer Zernierung oder Belagerungssituation des Zuges führte. Am 20. Januar wurde versucht, mit dem Zug einen Rückweg nach Swakopmund zu öffnen. Der Versuch scheiterte unter Verlusten. Der Belagerungsring konnte nur durch einen Eilmarsch der 2. Feldkompanie aus dem Süden unter dem Kommando von Hauptmann Franke am 27. Januar aufgebrochen werden. Nun musste die Bahnstrecke nach Swakopmund über Waldau und Karibib freigekämpft werden, was zwischen dem 31. Januar und 2. Februar geschah. Dabei leistete der Panzerzug, neu mit Maschinengewehren ausgerüstet, wesentliche Dienste. Als der Zug in Karibib auf das Landungskorps des Kanonenbootes Habicht traf, wurde der Zug mit einer 3,7-cm-Revolverkanone ausgestattet. Mit dieser neuen Ausrüstung begann der Panzerzug, auf der Strecke zwischen Swakopmund und Windhoek zu patrouillieren und diese zu sichern. Die Aufgabe des Panzerzuges war erfüllt, nachdem die Hereros sich von der Bahnlinie nach Norden und Osten zurückgezogen hatten.

## Technische Daten
Die Spurweite der Bahnstrecke Swakopmund–Windhoek, auf der der Zug eingesetzt war, betrug damals 600 mm. Infolgedessen konnte eine beim deutschen Militär eingeführte Feldbahn-Doppellokomotive verwendet werden. Diese war gemäß einer erhaltenen Fotografie mit der Nummer „104“ gekennzeichnet. Mangels weitergehender Quellen kann diese Lokomotive nicht einem bestimmten Hersteller oder einer Bauserie zugeordnet werden. Der Zug bestand aus einem Personenwagen als Stabswagen, drei Mannschafts- und drei Gepäckwagen, ferner drei Güterwagen zum Transport der Pferde. Um den Schutz gegen Feindfeuer erhöhen zu können, wurden auf beiden Seiten der Führerstände Sand- und Reissäcke gestapelt und verschiedentlich Blechplatten angebracht. Auch die Wagen des Zuges wurden mit Sand- und Reissäcken gesichert und behelfsmäßig verstärkt. Es erscheint grenzwertig, ob ein solcherart provisorisch geschützter Zug als „Panzerzug“ bezeichnet werden konnte, auch wenn er in der Literatur als Panzerzug von Zülow überliefert ist. Allgemeine Definitionen zu Panzerzügen wurden in den später erschienen Werken des Victor von Röll in der Enzyklopädie des Eisenbahnwesens sowie in Meyers Konversations-Lexikon gegeben.

## Militärische Besatzung des Zuges
- Einsatzgruppe der Schutztruppe für Deutsch-Südwestafrika unter Leitung von Zugkommandant: Oberleutnant Theodor Kurt Hartwig von Zülow (* 8. März 1872)[6]

## Zugzusammensetzung
- Zwillingslokomotive vom Typ Feldbahn-Doppellokomotive Ct+Ct Nummer 104
- ein Personenwagen als Stabswagen
- drei Mannschaftswagen
- drei Gepäckwagen, auf denen sich unter anderem Pferde befanden